# Poplave v Petropolisu (2022)
15. februarja 2022 so močne padavine v Petrópolisu v zvezni državi Rio de Janeiro v Braziliji povzročile blatne tokove in poplave, ki so deloma uničile mesto. V nesreči je umrlo najmanj 231 ljudi.

## Ozadje
Petrópolis je priljubljeno turistično mesto v Braziliji. S širjenjem mesta so se revnejši prebivalci naseljevali na bližnjih pobočjih. To je pripeljalo do krčenja gozdov in slabe drenaže. Med letoma 2007 in 2010 so geologi izvedli številna poročila in izdelali zemljevid tveganja plazov za okrožje Quitandinha ter našli najranljivejša območja. Te ugotovitve bi morali aplicirati po celotnem Petropolisu, a se to zaradi nezadostnega financiranja ni zgodilo. Lokalne oblasti Petrópolisa so leta 2017 naročile raziskavo in identificirale 15.240 ogroženih hiš, ki bi bile uničene v velikem deževju, kar je predstavljalo približno 18 % mesta. Mesto ni imelo potrebnih pristojnosti za ukrepanje.
Nacionalni center za obveščanje o naravnih nesrečah (Cemaden) je dva dni pred poplavami izdal opozorilo o razsežnosti neurja. Po mnenju strokovnjakov naj bi opozorilo spodbudilo oblasti k evakuaciji prebivalcev. Kljub potencialni veliki intenzivnosti tragedije, je bil alarm predstavljen kot "zmerna nevarnost plazov".

## Poplave
15. februarja 2022 je Petrópolis v treh urah prejel 258 mm dežja. Količina je bila večja kot skupne padavine preteklih 30 dni skupaj in največje od leta 1932. Po Cemadenovih besedah je bilo 250 mm padlega dežja zabeleženega v času med 16.20 in 19.20. Klimatološka normala za mesec februar znaša 185 mm. Nevihta je bila tudi največja zabeležena nevihta v zgodovini Petrópolisa, odkar so se leta 1932 začele meritve in podrla prejšnji rekord z 20. avgusta 1952, ko je padlo 168,2 mm v 24 urah.
Visoka raven padavin je povzročila poplave v mestu in destabilizirala gorska pobočja, kar je povzročilo blatne tokove. Na družbenih omrežjih so se množično delili videoposnetki , ki prikazujejo odnesene avtomobile in hiše. Do 21. februarja je število smrtnih žrtev naraslo na 176, vključno z najmanj 27 otroki in najstniki. Do 28. februarja se je število žrtev povzpelo na 231, 5 ljudi pa še vedno pogrešajo. Ta dogodek je najsmrtonosnejša poplava in blatni plaz v zgodovini Petrópolisa, kar presega dogodek iz leta 1988, ko je umrlo 171 ljudi.

## Vplivi
Škoda zaradi poplav in blatnih plazov je z upoštevanjem stroškov obnove presegla milijardo brazilskih realov. Ocenjena izguba je znašala 665 milijonov realov občinskega bruto domačega proizvoda (BDP). Poškodovanega je bilo tudi za več kot 78 milijonov realov blaga.

## Odzivi
Petropolske lokalne oblasti so razglasile tridnevno žalovanje.
Cláudio Castro, guverner zvezne države Rio de Janeiro, je razmere primerjal z vojnim območjem: »Razmere so skoraj podobne vojni ... Avtomobili, ki visijo s drogov, prevrnjeni avtomobili in še veliko blata in vode«.
Predsednik Jair Bolsonaro, ki je bil v času poplav na diplomatskem potovanju v Rusiji in na Madžarskem, je z mestom izrazil solidarnost. Kasneje je ob vrnitvi v Brazilijo Petrópolis tudi obiskal. Brazilska zvezna vlada je tudi napovedala, da bo mestu namenila 2,3 milijona R$.
Na ministrstvu za zdravje so sporočili, da bodo z zagotavljanjem zdravstvenih sredstev rešili situacijo. Sporočili so tudi, da je bilo v poplavah poškodovanih 13 enot osnovnega zdravstva (UBS) in ena enota nujne medicinske pomoči (UPA).